# Idotea urotoma
Idotea urotoma är en kräftdjursart som beskrevs av William Stimpson 1864. Idotea urotoma ingår i släktet Idotea och familjen tånglöss. Inga underarter finns listade i Catalogue of Life.